# Kirsti Sparboe

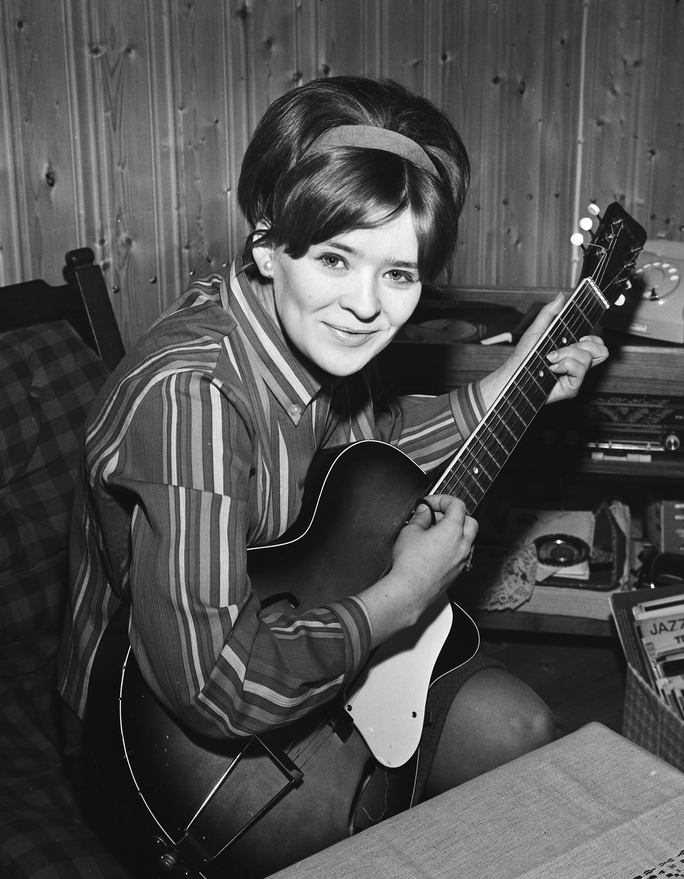
Kirsti Sparboe (1967)

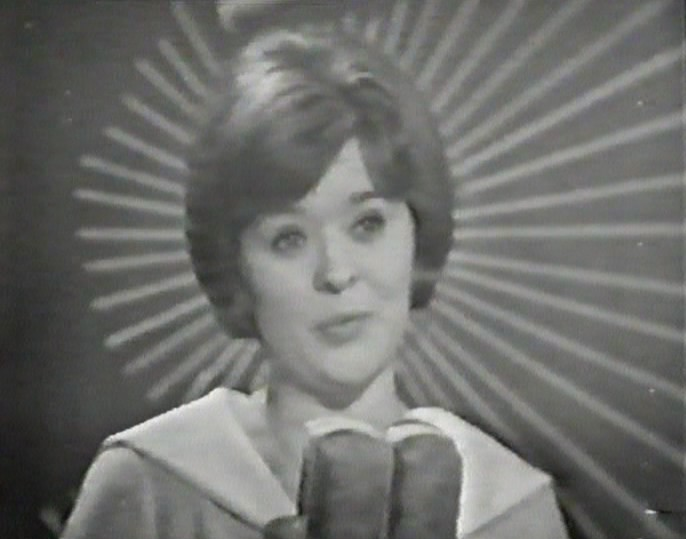
Kirsti Sparboe bei Eurovision (1965)

Kirsti Sparboe (* 7. Dezember 1946 in Tromsø) ist eine norwegische Schlagersängerin und Schauspielerin.

## Leben
Nach einer kaufmännischen Lehre arbeitete sie als Sekretärin. Sie trat in einer Tanzkapelle auf, nahm Gesangsunterricht und erhielt mit 17 Jahren ihren ersten Schallplattenvertrag.
Bereits mit ihrer ersten Single Ballerina war sie 1964 in Norwegen und Schweden erfolgreich. 1965 nahm sie mit Karusell erstmals für Norwegen am Eurovision Song Contest teil, blieb aber ohne Erfolg wie auch bei ihren Teilnahmen 1967 und 1969.
Ende der 1960er Jahre kam sie unter dem Namen „Kirsti“ mit ihren von Telefunken produzierten Schlagern auch in die deutsche Hitparade. Ihren größten Erfolg hatte sie in der Bundesrepublik Deutschland mit dem Titel Ein Student aus Uppsala, womit sie 1969 14 Wochen lang in den deutschen Charts vertreten war. 1970 beteiligte sie sich mit Pierre, der Clochard an der deutschen Vorentscheidung für den Grand Prix, konnte sich jedoch nicht qualifizieren. Mit den Singles Die treuen Husaren, Herzklopfen, Ich hab’ in Essen mein Herz vergessen, Pierre, der Clochard, Mr. Christopher Brown und Napoleon und Josephine konnte sie sich noch in einigen Rundfunk-Hitparaden platzieren. Sie wirkte auch in einigen Filmproduktionen mit.

## Eurovision Song Contest
- 1965: Karusell (13. Platz)
- 1967: Dukkemann (14. Platz)
- 1969: Oj, Oj, Oj, Så Glad Jeg Skal Bli (16. Platz)

## Diskografie (Auswahl)

### Norwegischsprachige Alben
| Jahr | Titel        | Höchstplatzierung, Gesamtwochen, AuszeichnungChartsChartplatzierungen (Jahr, Titel, Platzierungen, Wochen, Auszeichnungen, Anmerkungen) | Anmerkungen                               |
| Jahr | Titel        | NO | Anmerkungen                               |
| ---- | ------------ | --- | ----------------------------------------- |
| 1968 | Svensktoppar | NO2 (22 Wo.)NO | mit Benny Borg, Kjell Grunnteig & Nilsmen |

### Deutschsprachige Singles
| Jahr | Titel Album                  | Höchstplatzierung, Gesamtwochen, AuszeichnungChartsChartplatzierungen (Jahr, Titel, Album, Platzierungen, Wochen, Auszeichnungen, Anmerkungen) | Anmerkungen |
| Jahr | Titel Album                  | DE | Anmerkungen |
| ---- | ---------------------------- | --- | ----------- |
| 1968 | Du darfst nicht weinen –     | DE24 (7 Wo.)DE |             |
| 1968 | Von mir aus kann es regnen – | DE38 (3 Wo.)DE |             |
| 1969 | Ein Student aus Uppsala –    | DE15 (14 Wo.)DE |             |
| 1969 | Napoleon und Josefine –      | DE34 (2 Wo.)DE |             |
| 1969 | Die treuen Husaren –         | DE37 (2 Wo.)DE |             |
| 1970 | Es ist alles gut –           | — |             |
| 1970 | Pierre, der Clochard –       | — |             |

### Norwegischsprachige Singles
| Jahr | Titel Album                      | Höchstplatzierung, Gesamtwochen, AuszeichnungChartsChartplatzierungen (Jahr, Titel, Album, Platzierungen, Wochen, Auszeichnungen, Anmerkungen) | Anmerkungen                       |
| Jahr | Titel Album                      | NO | Anmerkungen                       |
| ---- | -------------------------------- | --- | --------------------------------- |
| 1965 | Nå og for alltid –               | NO8 (7 Wo.)NO |                                   |
| 1965 | Karusell –                       | NO7 (9 Wo.)NO |                                   |
| 1966 | Hjem –                           | NO3 (15 Wo.)NO |                                   |
| 1967 | Livet er herlig –                | NO6 (6 Wo.)NO |                                   |
| 1968 | Vi gratulerer –                  | NO3 (12 Wo.)NO | mit Oddvar Sanne & Arne Bendiksen |
| 1969 | Oj, oj, oj så glad jeg ska bli – | NO1 (11 Wo.)NO |                                   |

## Filmografie
- 1965: Stompa forelsker seg
- 1970: Ein Lied für Amsterdam (Fernsehsendung)
- 1973: Kjære lille Norge
- 1979: Melodi Grand Prix
- 1981: Fleksnes fataliteter (Fernsehserie)
- 1985: Boeing, Boeing (Fernsehfilm)
- 1988: Konsultasjon eller helbredelsens kunst (Fernsehfilm)
- 1992: Ute av drift!
- 1996: Komplottet (Fernsehserie)
- 1998: Først & sist (Fernsehserie)
- 2004: Gylne tider (Dokumentation)